# Resničnostna oddaja
Resničnostna oddaja (angleško reality show) je žanr televizijske oddaje, v kateri se skuša čim bolj približati razmere resničnemu življenju. Ena izmed bistvenih lastnosti resničnostne oddaje so tudi kamere, ki bolj ali manj ves čas snemajo dogajanje, medtem ko se pri dokumentarnih oddajah ciljano posnamejo določene situacije. Pri resničnostnih oddajah ni nobenega scenarija. Bistvena prvina dogajanja so torej naključja. 